# Tour de Murcie 2022
La 42e édition du Tour de Murcie a lieu le 12 février 2022, sur un parcours de 183,2 kilomètres tracé entre Fortuna et le port de Carthagène. La course fait partie du calendrier UCI Europe Tour 2022 en catégorie 1.1.

## Équipes participantes
21 équipes participent à la course - 7 WorldTeams, 12 ProTeams et 2équipes continentales :
| WorldTeams (7)- EF Education-EasyPost - Movistar Team - Astana Qazaqstan Team - UAE Team Emirates - Bora-Hansgrohe - Cofidis - Intermarché-Wanty-Gobert Matériaux ProTeams (11)- Human Powered Health - Eolo-Kometa - Sport Vlaanderen-Baloise - Burgos-BH - Euskaltel-Euskadi - B&B Hotels-KTM - Equipo Kern Pharma - Drone Hopper-Androni Giocattoli - Caja Rural-Seguros RGA - Arkéa-Samsic - Bingoal Pauwels Sauces WB Équipes continentales (2)- Electro Hiper Europa-Caldas - Manuela Fundación Continental |
| |

## Classement final
| \| Classement général \| Classement général \| Classement général \| Classement général \| Classement général \| \| Coureur \| Coureur \| Pays \| Équipe \| Temps \| \| ------------------ \| ------------------ \| ------------------ \| ---------------------------------- \| ------------------ \| \| 1er \| Alessandro Covi \| Italie \| UAE Team Emirates \| 4 h 34 min 50 s \| \| 2e \| Matteo Trentin \| Italie \| UAE Team Emirates \| + 1 s \| \| 3e \| Matîs Louvel \| France \| Arkéa-Samsic \| + 1 s \| \| 4e \| Jonas Koch \| Allemagne \| Bora-Hansgrohe \| + 1 s \| \| 5e \| Loïc Vliegen \| Belgique \| Intermarché-Wanty-Gobert Matériaux \| + 1 s \| \| 6e \| Orluis Aular \| Venezuela \| Caja Rural-Seguros RGA \| + 1 s \| \| 7e \| Warren Barguil \| France \| Arkéa-Samsic \| + 1 s \| \| 8e \| Thibault Ferasse \| France \| B&B Hotels-KTM \| + 1 s \| \| 9e \| Jesús Ezquerra \| Espagne \| Burgos-BH \| + 1 s \| \| 10e \| Marco Tizza \| Italie \| Bingoal Pauwels Sauces WB \| + 1 s \| |                  |           |                                    |                 |
| |                  |           |                                    |                 |
| Source : ProCyclingStats |                  |           |                                    |                 |
| Classement général |                  |           |                                    |                 |
| Coureur | Coureur          | Pays      | Équipe                             | Temps           |
| 1er | Alessandro Covi  | Italie    | UAE Team Emirates                  | 4 h 34 min 50 s |
| 2e | Matteo Trentin   | Italie    | UAE Team Emirates                  | + 1 s           |
| 3e | Matîs Louvel     | France    | Arkéa-Samsic                       | + 1 s           |
| 4e | Jonas Koch       | Allemagne | Bora-Hansgrohe                     | + 1 s           |
| 5e | Loïc Vliegen     | Belgique  | Intermarché-Wanty-Gobert Matériaux | + 1 s           |
| 6e | Orluis Aular     | Venezuela | Caja Rural-Seguros RGA             | + 1 s           |
| 7e | Warren Barguil   | France    | Arkéa-Samsic                       | + 1 s           |
| 8e | Thibault Ferasse | France    | B&B Hotels-KTM                     | + 1 s           |
| 9e | Jesús Ezquerra   | Espagne   | Burgos-BH                          | + 1 s           |
| 10e | Marco Tizza      | Italie    | Bingoal Pauwels Sauces WB          | + 1 s           |

## Classement UCI
La course attribue des points au classement mondial UCI 2022 selon le barème suivant :
| Position           | 1er | 2e | 3e | 4e | 5e | 6e | 7e | 8e | 9e | 10e | 11e | 12e | 13e à 15e | 16e à 25e |
| Classement général | 125 | 85 | 70 | 60 | 50 | 40 | 35 | 30 | 25 | 20  | 15  | 10  | 5         | 3         |